# دلب كر
دلب كِر (باللاتينية: Platanus kerrii) نوع من الأشجار المعمرة متساقطة الأوراق، يتبع جنس الدلب من الفصيلة الدلبية (باللاتينية: Platanaceae). سماه عالم النبات الإيرلندي آرثر فرانسيس جورج كر (بالإنجليزية: A. F. G. Kerr)‏ الذي جمع عينة منه في لاوس عام 1932 على اسمه.

## الموئل والانتشار
الموئل الأساسي لدلب كر هو لاوس وفيتنام.